# Wario: Master of Disguise
 (juin 2009).
Si vous disposez d'ouvrages ou d'articles de référence ou si vous connaissez des sites web de qualité traitant du thème abordé ici, merci de compléter l'article en donnant les références utiles à sa vérifiabilité et en les liant à la section « Notes et références ».
Wario: Master of Disguise est le second jeu Wario sorti sur Nintendo DS après WarioWare: Touched!. C'est un jeu de plates-formes utilisant un système de transformations bien plus évolué que dans la série des Wario Land, et l'orientation en est bien différente. Le jeu est en effet moins tourné vers l'action que vers la réflexion. Le jeu est réédité sur la console virtuelle la Wii U le 20 août 2015 en Europe, le 7 octobre 2015 au Japon, et le 9 juin 2016 aux États-Unis.

## Synopsis
Dans Master of Disguise, Wario reçoit l'idée de devenir riche en regardant un jour la télévision. Il atterrit sur une série nommée le Blizzard Blanc, une série qui parle d'un légendaire voleur. Le Blizzard Blanc, joué par le Comte Cannelloni (principal méchant dans le jeu), utilise un sceptre magique pour changer son costume en tenue de voleur et dérober les trésors des gens. Wario a soudain une merveilleuse idée: Je vais rentrer tout simplement dans la télé et lui voler son sceptre magique! Et c'est ce qu'il fait. Il se construit un casque, capable de le propulser dans la télévision et une télécommande, qui va lui permettre de sélectionner les épisodes. À peine arrivé, il tombe sur le Blizzard Blanc et lui vole son sceptre magique. Il devient Wario voleur, ayant appris qu'une mystérieuse tablette qui pourrait exaucer tous les vœux se trouverait à proximité. Wario notre intrépide voleur décidât de la trouver; il découvrit par la suite que la tablette a été séparée en 5 morceaux. C’est ainsi que vous allez partir en quête des fragments de pierre à vœux, en chemin vous rencontrerez le président des voleurs anonymes Carpaccio et une mystérieuse femme du nom de Tiramisu. Votre aventure se finira dans de somptueux jardins, et vous découvrirez que Tiramisu est un démon enfermé dans la pierre à vœux et que son vrai nom est Cruellamisu. Elle déclenche ses pouvoirs et vous affronte. Après la bataille, elle repart dans le monde des morts et Bonchic révèle sa véritable forme. Il vous remet tous les trésors de la famille Cannelloni en récompense.

## Système de jeu

### Généralités
Le jeu est joué sur Nintendo DS, le joueur utilise donc le stylet. Dans Wario : Master of Disguise, le stylet est l'objet essentiel pour progresser dans le jeu. Notre stylet deviendra le sceptre magique du comte, le sceptre Bonchic (appelée Goodstyle en anglais).
D'après le titre du jeu, Wario est le maître des déguisements. Il utilisera le sceptre Bonchic pour se transformer (changer de déguisement) en bateau, en cosmonaute, en dragon, etc. (voir ci-dessous). Wario peut acquérir les déguisements tout au long du jeu en trouvant des gemmes magiques éparpillées et cachés dans les niveaux à l'intérieur de coffres. Pour la plupart des cas, le joueur devras résoudre une énigme, vaincre les ennemis d'une salle, activer un interrupteur ou révéler un coffre caché, souvent en utilisant les déguisements de wario à son avantage.

### Mini-jeux
Après avoir joué à un mini-jeu, ce dernier s'affichera dans le menu et vous pourrez alors y jouer autant que vous voulez. Le plus important est de faire le meilleur score ou le meilleur temps dans chaque mini-jeu. Il n'y a pas d'argent à gagner.

## Niveaux
Il y a 10 épisodes en tout, plus 5 épisodes bonus dont le but est de trouver un certain nombre de trésors dans un temps limite.
Tout d'abord, l'histoire commence dans un paquebot de luxe. Le boss est le Mécachapo I, une machine de Cannelloni. Le deuxième épisode se passe également dans le paquebot de luxe, à la recherche du premier fragment de la pierre à vœux. Le boss est le Mécachapo II, une version améliorée de la machine du niveau précédent. L'épisode 3 se déroule dans le musée où devait être livré le premier fragment. Le boss est le Sphinx, qui vous posera 3 questions. Ensuite, vous irez dans une caverne de glace, et le boss sera Carpaccio transformé en énorme Grobullo. Vous récupérerez le second fragment. L'épisode 5 se déroule dans la pyramide ensevélie du Pharaon, étant le boss lui-même. Puis, vous serez téléporté par le Pharaon dans des ruines antiques, bâties pour protéger le troisième fragment. Le boss est une étrange fleur, la Tulipe Eau-succion. Le septième épisode se déroule au mont Cagnard, une sorte de volcan. Vous rencontrerez Tiramisu, et affronterez le Magma-o-matique, la machine qui contrôle le flot de magma. Le huitième épisode se passe dans le manoir du Roi Dauphin, un manoir hanté où se trouve le quatrième fragment. Le boss est évidemment le Roi Dauphin, nommé Tiftouf. Vous irez ensuite dans un étrange laboratoire, qui est en fait le laboratoire de Carpaccio. Vous rencontrerez le Mécachapo III en mini-boss. C'est en fait le Mécachapo II amélioré par Carpaccio. Et en tant que boss, une course de vitesse truquée contre Carpaccio. Le dernier épisode se déroule dans les Jardins suspendus. Le boss final est Tiramisu, qui s'appelait en fait Cruellamisu et qui était en réalité un démon enfermé dans la prétendue pierre à vœux.
Les cinq épisodes spéciaux se déroulent respectivement dans le paquebot de luxe (le premier épisode), la grotte Gouttonez (la caverne de glace), l'aqueduc antique (les ruines), le mont Cagnard (le volcan) et les Jardins suspendus (l'épisode final).